# Alum Rock
Alum Rock és una població dels Estats Units a l'estat de Califòrnia. Segons el cens del 2000 tenia 13.479 habitants.

## Demografia
Segons el cens del 2000, Alum Rock tenia 13.479 habitants, 3.345 habitatges, i 2.736 famílies. La densitat de població era de 4.646,7 habitants per km².
Dels 3.345 habitatges en un 44,5% hi vivien nens de menys de 18 anys, en un 57,4% hi vivien parelles casades, en un 16,2% dones solteres, i en un 18,2% no eren unitats familiars. En el 13% dels habitatges hi vivien persones soles el 6,2% de les quals corresponia a persones de 65 anys o més que vivien soles. El nombre mitjà de persones vivint en cada habitatge era de 3,98 i el nombre mitjà de persones que vivien en cada família era de 4,17.
Per edats la població es repartia de la següent manera: un 30,6% tenia menys de 18 anys, un 10,7% entre 18 i 24, un 32,5% entre 25 i 44, un 17,2% de 45 a 60 i un 9,1% 65 anys o més.
L'edat mediana era de 30 anys. Per cada 100 dones de 18 o més anys hi havia 103 homes.
La renda mediana per habitatge era de 54.567 $ i la renda mediana per família de 53.872 $. Els homes tenien una renda mediana de 31.485 $ mentre que les dones 28.154 $. La renda per capita de la població era de 15.359 $. Entorn del 8,2% de les famílies i el 10,9% de la població estaven per davall del llindar de pobresa.

## Poblacions properes
El següent diagrama mostra les poblacions més properes.